# Dießbachstausee
Dießbachstausee är ett vattenmagasin i Österrike. Den ligger i förbundslandet Salzburg, i den centrala delen av landet, norr om orten Hohlwegen.
Vattenmagasintet tillkom 1961 när den 36 meter höga dammbyggnaden uppfördes. På platsen fanns innan en bergsäng. Vattnet förs över rör till en angränsande dalgång och där till ett vattenverk. I närheten ligger högplatån Steinernes Meer och fjällstugan Ingolstädter Haus.